# 安全地帯 (交通)
安全地帯（あんぜんちたい）とは、路面電車に乗り降りする乗客や、道路を横断する歩行者の安全確保のために道路上の交通を規制している場所のこと。電停においてはプラットホームを指す。
大きな通りなどでは渡りきれない歩行者に考慮して車道よりも少し高くなった島状の安全地帯（安全島、refuge island）が設けられることがある。
日本では、1918年（大正7年）3月、警視庁が交通事故防止を目的として電車停留所に安全地帯の設置を始めた。

## 日本の安全地帯

安全地帯(408) （横に広がった「V字」である）

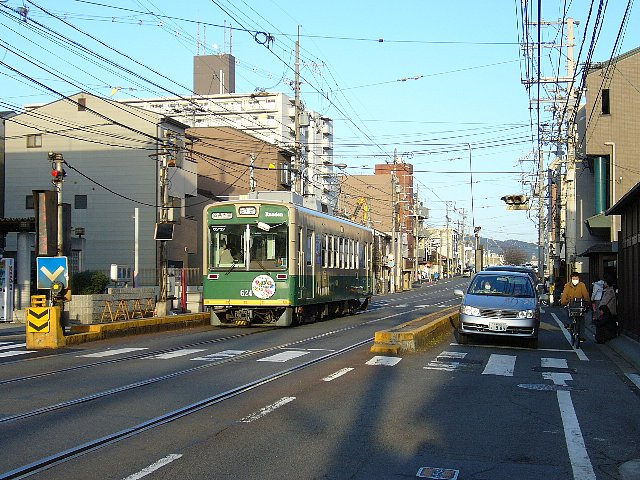
京福電気鉄道（嵐電） 山ノ内駅の安全地帯

### 定義と設置
「路面電車に乗降する者若しくは横断している歩行者の安全を図るため道路に設けられた島状の施設又は道路標識及び道路標示により安全地帯であることが示されている道路の部分をいう。」（道路交通法第2条第1項第6号）
日本の路面電車の場合、軌道を道路上の最も中央寄りに設けることが多い。電停には通常、構築物によるプラットホームが設置される。このプラットホームも安全地帯に該当する。
また電停において、道路の幅員などに余裕がなかったり、交差点付近であるなど、その他の理由で、構築物によるプラットホームを設置しない場合がある。そのような場合には、電停の乗降客が、電車と道路上との間で直接に乗降することになる。その際の安全確保のために、安全地帯は道路標示（安全地帯となる道路の部分を白線さらに黄色い太線で囲んで示す）で示される。
電停に設置される電停標識の他に、安全地帯には通常、道路標識（青地に白のV字）も設置される。

### 電停や安全地帯に係る義務
- 安全地帯には、車両は進入してはならない。（道路交通法第17条第6項）
- 電停で客の乗降のために停車中の路面電車がある場合には：
  - その電停に安全地帯がない場合には、乗降客の乗降および乗降に伴う道路の横断が完全に終わり、なおかつ乗降のために道路を横断しようとしている者がいなくなるまで、車両はその後方で停止しなければならない。ただし、乗降客が乗降および道路の横断を終えて、横断する歩行者がおらず、路面電車の乗降部から1.5メートルの間隔を空けて通れる場合には、路面電車の左側を徐行して通過できる。
  - その電停に安全地帯がある場合には、徐行して通過できる。
- 路面電車の有無および乗降の状況にかかわらず、進行方向側（道路中央から左側）の安全地帯に歩行者がいる場合には、徐行しなければならない。（同法第71条）
- 安全地帯の左側とその前後10メートルは駐停車を禁止する場所である。

#### 危険運転致死傷罪の適用
自動車の運転により人を死傷させる行為等の処罰に関する法律（平成25年法律第86号）の施行により、自動車・原動機付自転車を運転し、第17条第6項に故意に違反して安全地帯を通行し、よって交通事故を起こし人を死傷させた者は、危険運転致死傷罪（通行禁止道路運転）として、最長で20年以下の懲役（加重により最長30年以下）に処され、また運転免許は基礎点数45点 - 62点により免許取消・欠格期間5年 - 8年の行政処分を受けることとなっている。

なお、最初から強固な殺意があったなど故意性が極めて強いと判断された場合は、自動車運転処罰法ではなく刑法199条の殺人罪で処断される。殺人罪は必ず裁判員制度の対象となり、法定刑が死刑・無期または5年以上の有期懲役となる。

#### 電停に安全地帯がない場合の実例
広島市の広島電鉄小網町停留場は両面の道路が極端に狭いため安全地帯となるホームが設けられず、道路上に白線を引いて乗り場としている。当停留場の前後区間である土橋 - 観音町間は他にも安全地帯の幅が著しく狭い停留場が多く、この区間の自動車・路面電車の指定最高速度は30km/hになっている。
2005年まで岐阜市内を走っていた名鉄岐阜市内線・美濃町線は道路の幅が狭く、岐阜駅前電停を除くほとんどの電停に安全地帯がなかったが、道路の指定最高速度は従来通りであった。

## 香港の安全地帯
香港では市街地の通りなど幅員の大きい車道にある横断歩道の中央部に安全島が設けられている。安全島には標識として安全島指示灯が置かれる。